# Vinaròs
Vinaròs – miasto i gmina w Hiszpanii, w prowincji Castellón, we wspólnocie autonomicznej Walencji. Stolica powiatu Bajo Maestrazgo. Jego powierzchnia to 95,46 km². W 2014 roku Vinaros zamieszkiwało 28 337 mieszkańców.

## Współpraca

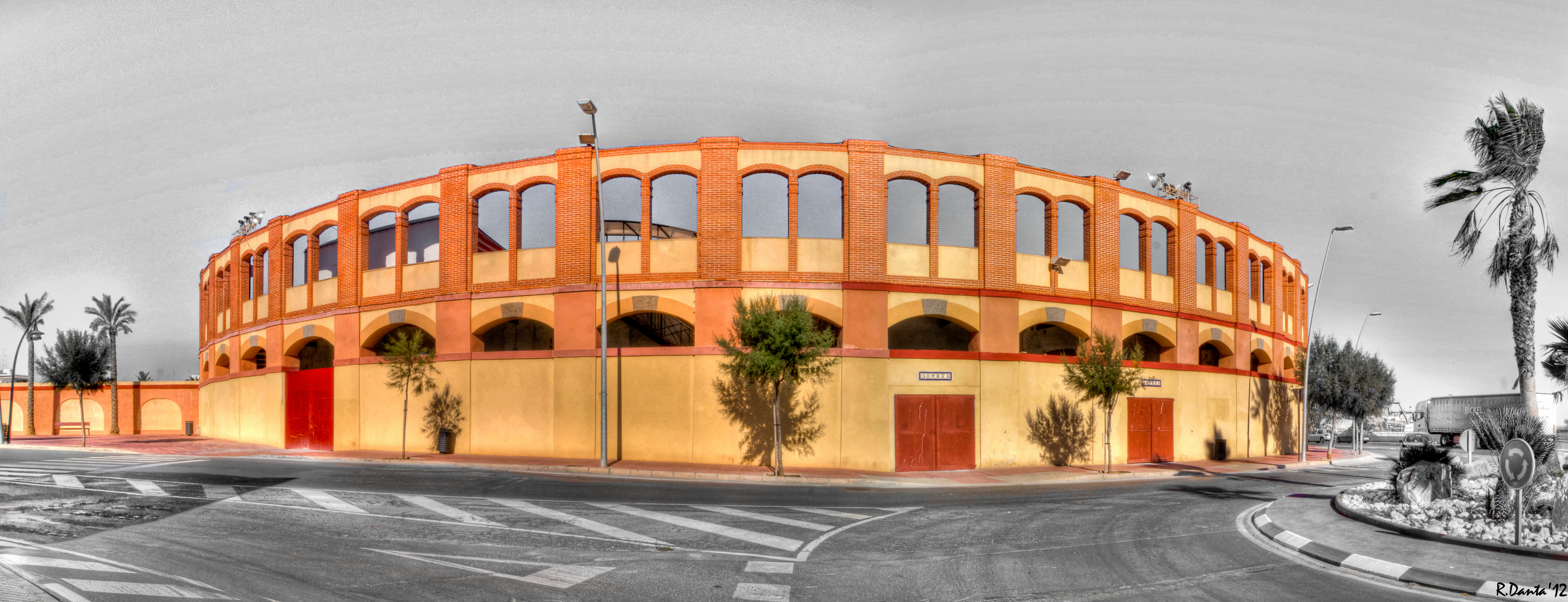

Honolulu, Stany Zjednoczone
- Ateny, Grecja
- Yecla, Hiszpania
- Río Cuarto, Argentyna
- Alcañiz, Hiszpania
- Santaella, Hiszpania

## Geografia
Znajduje się na wybrzeżu Morza Śródziemnego, na południe od ujścia rzeki Cenia. Jest to najbardziej na północ wysunięta nadmorska miejscowością wspólnoty autonomicznej Walencji.Przez miasto przechodzą dwie rzeki: rzeka Cenia i Cervol. Gmina graniczy z miastami San Jorge, Càlig, Benicarlo (wszystkie w prowincji Castellón), Alcanar i Ulldecona (oba w prowincji Tarragona).

## Wydarzenia
- styczeń: San Antonio
- styczeń/luty/marzec: San Sebastian (patron miasta), Karnawał Vinaroz, jeden z najważniejszych w hiszpańskim wybrzeżu Morza Śródziemnego
- marzec/kwiecień: Semana Santa
- czerwiec: La Virgen de la Misericordia (Matki Miłosierdzia) w pierwszą niedzielę miesiąca oraz targów i festiwalu w San Juan i San Pedro 19-29 lipca
- lipiec: Virgen del Carmen, festiwal poświęcony patrona rybaków, która odbywa się w dniu 16
- sierpień: Langusta Festival
- wrzesień: obchody nadania praw miejskich

## Przypisy

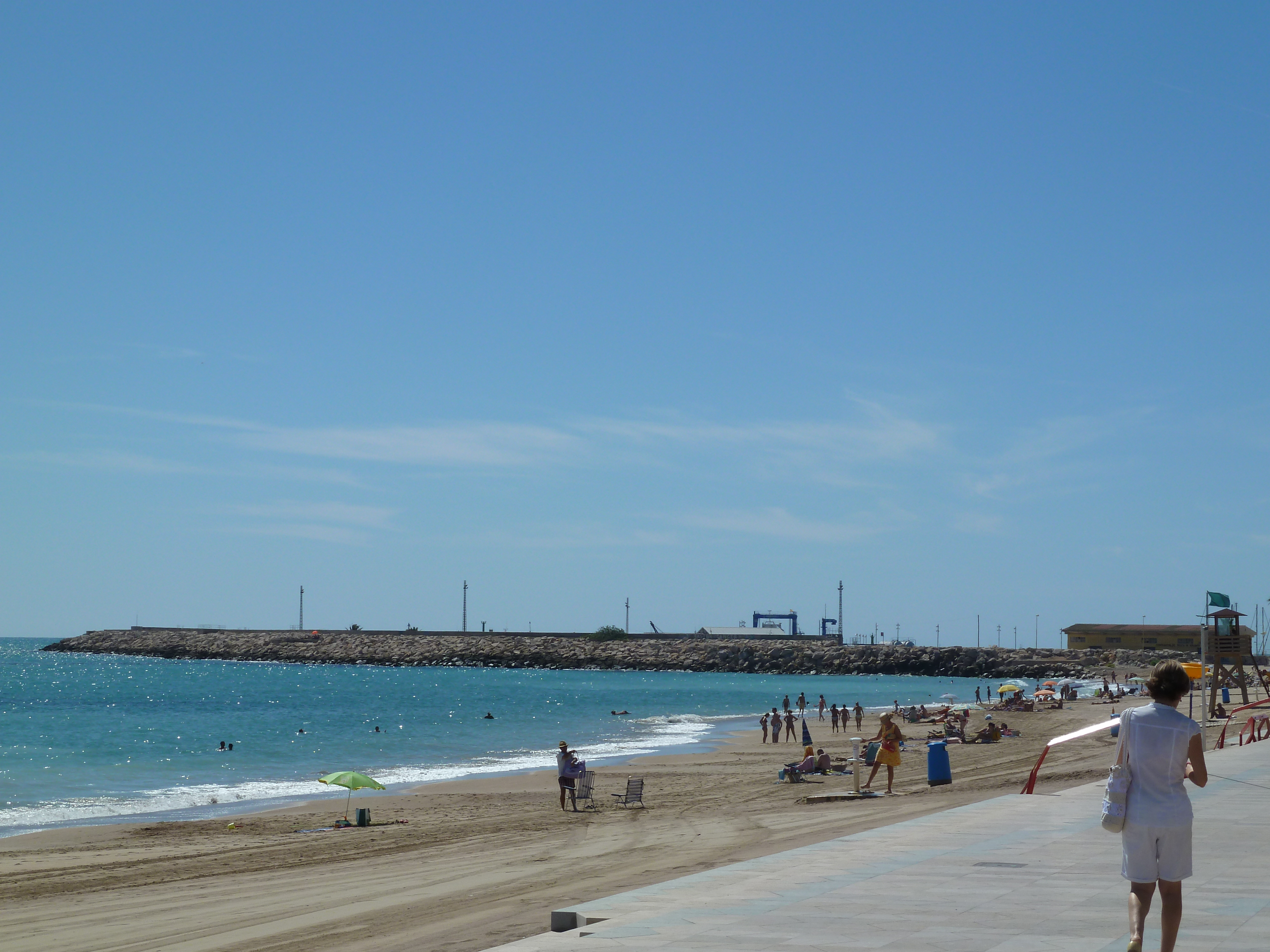

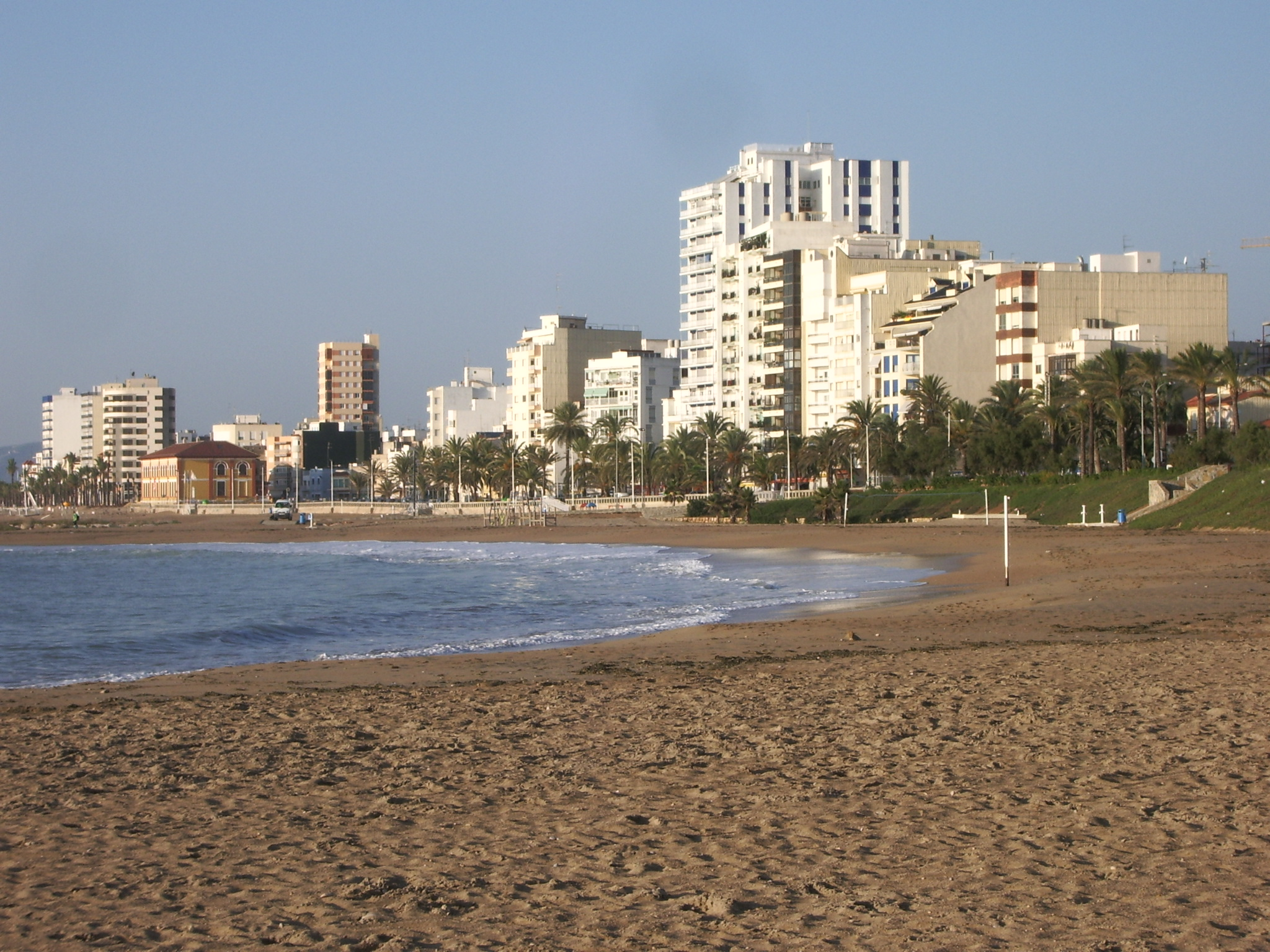

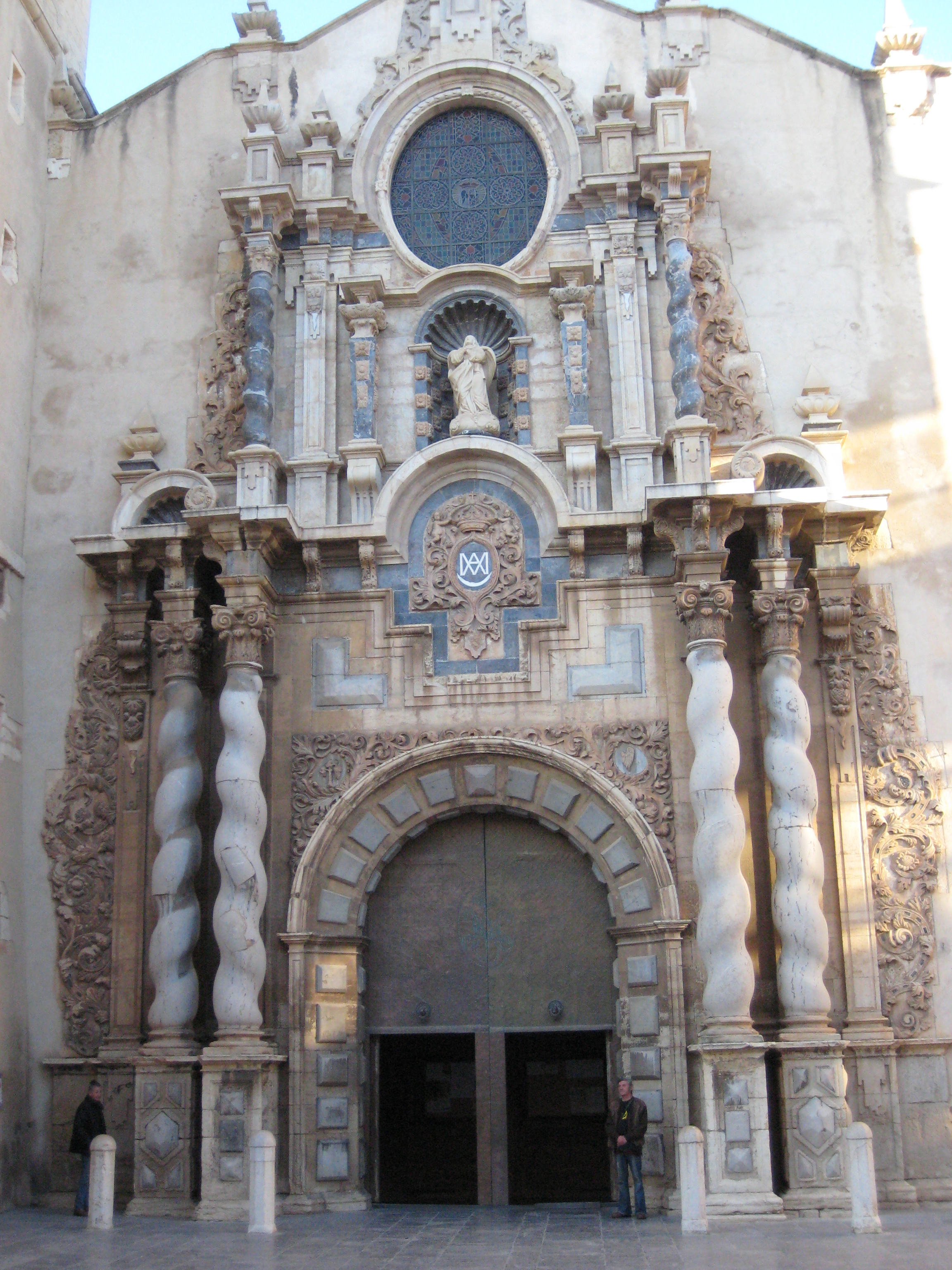